# Bananenblatt (Nutzung)

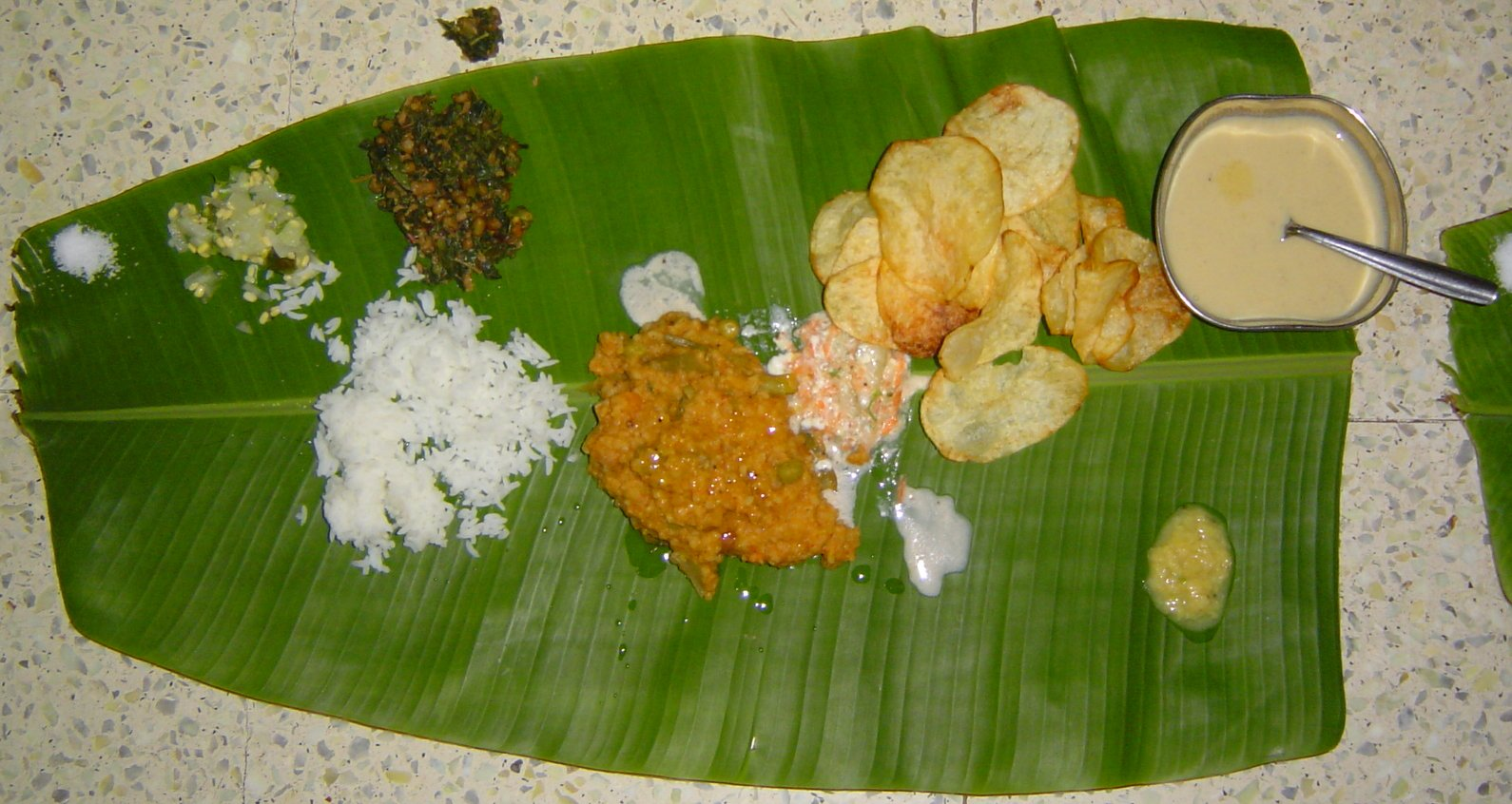
Lebensmittel werden in Karnataka, Indien auf Bananenblättern serviert.

Das Bananenblatt ist ein Blatt der Bananenpflanze, die in einem Wachstumszyklus bis zu 40 Blätter produzieren kann. Die Blätter haben ein breites Anwendungsspektrum, da sie groß, flexibel, wasserfest und dekorativ sind. Sie werden zum Kochen, Verpacken und Servieren von Speisen in einer Vielzahl von Küchen in tropischen und subtropischen Gebieten verwendet. Außerdem werden sie in zahlreichen hinduistischen und buddhistischen Zeremonien zu dekorativen und symbolischen Zwecken verwendet. Beim traditionellen Hausbau in tropischen Gebieten werden Dächer und Zäune mit trockenem Bananenblattstroh hergestellt. Bananen- und Palmblätter waren historisch gesehen die wichtigsten Schreiboberflächen in vielen Ländern Süd- und Südostasiens.

## Anwendungen in der Küche

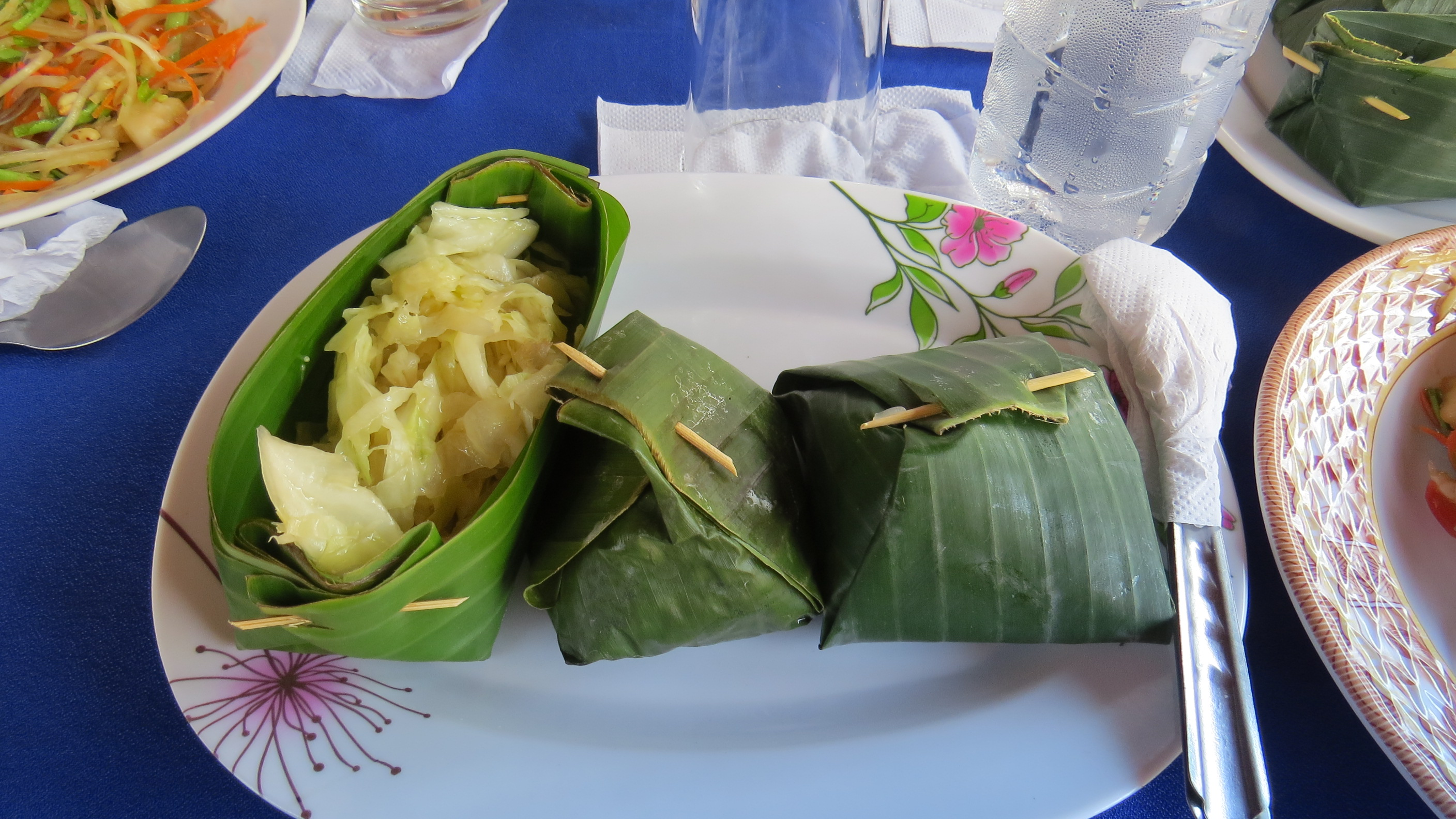
Die Lebensmittel werden vor dem Dämpfen in Bananenblätter eingewickelt.

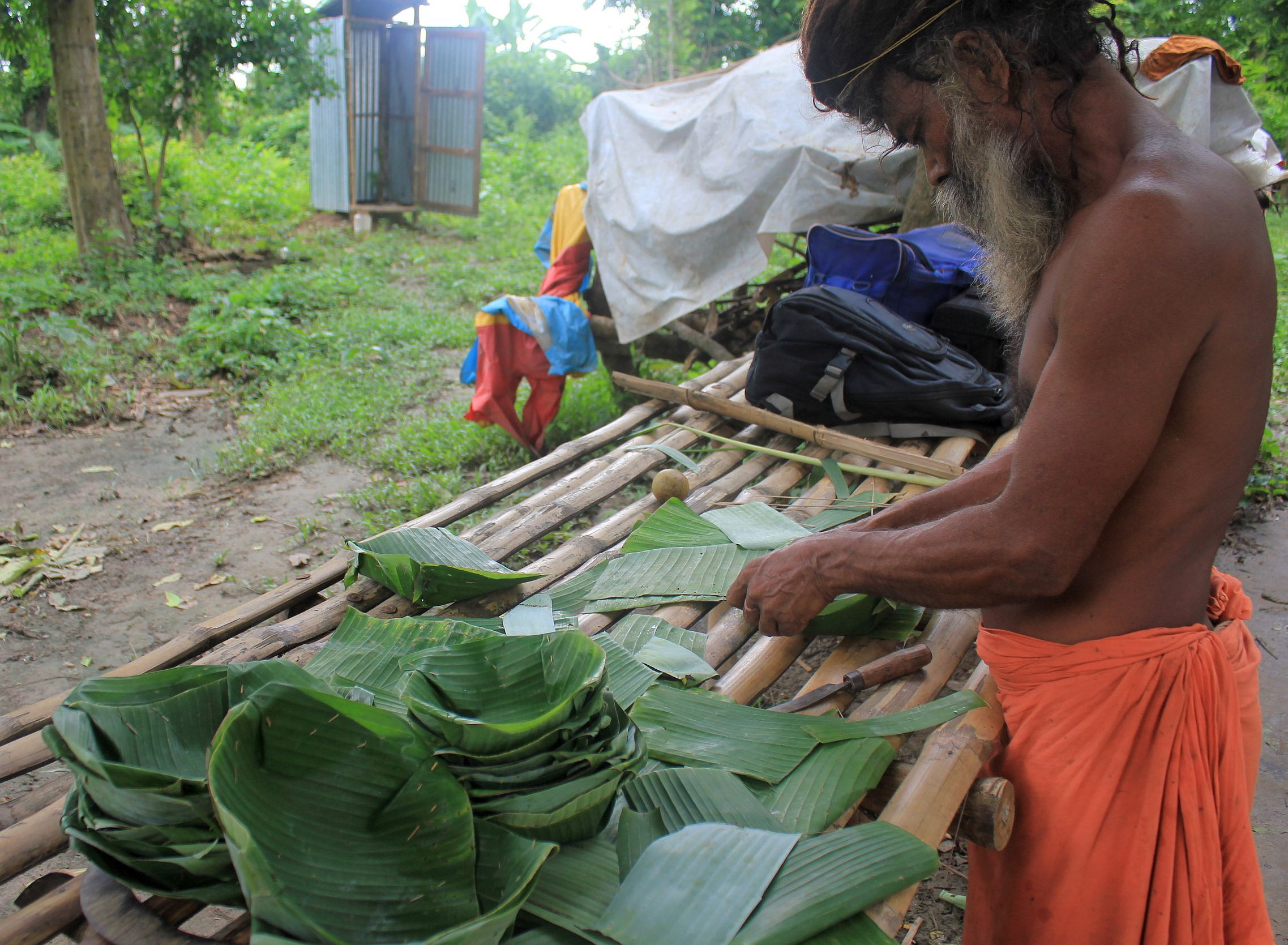
Bananenblätter werden als Verpackungsmaterial für Lebensmittel verwendet.

Bananenblätter werden beim Kochen verwendet, um Lebensmittel einzuwickeln. Zum Beispiel kann Reis oder Fisch in Bananenblätter eingewickelt werden und über einem heißen Stein unter Luftabschluss gedämpft werden. Beim Erhitzen werden die Bananenblätter weich, wodurch die ätherischen Öle frei werden. Die ätherischen Öle werden von den Zutaten, die von den Blättern umwickelt werden, aufgenommen, wodurch die Speisen einen exotischen, süßen Geschmack erhalten. Die Blätter verleihen jedoch nicht nur Geschmack, sondern schützen die Lebensmittel auch vor dem Anbrennen, ähnlich wie Folie.
Die Bananenblätter werden nicht mitgegessen. Das Dämpfen von Speisen in Bananenblättern ist möglich, da die Blätter groß, flexibel und wasserdicht sind. Bananenblätter können im Asia Shop gekauft werden.

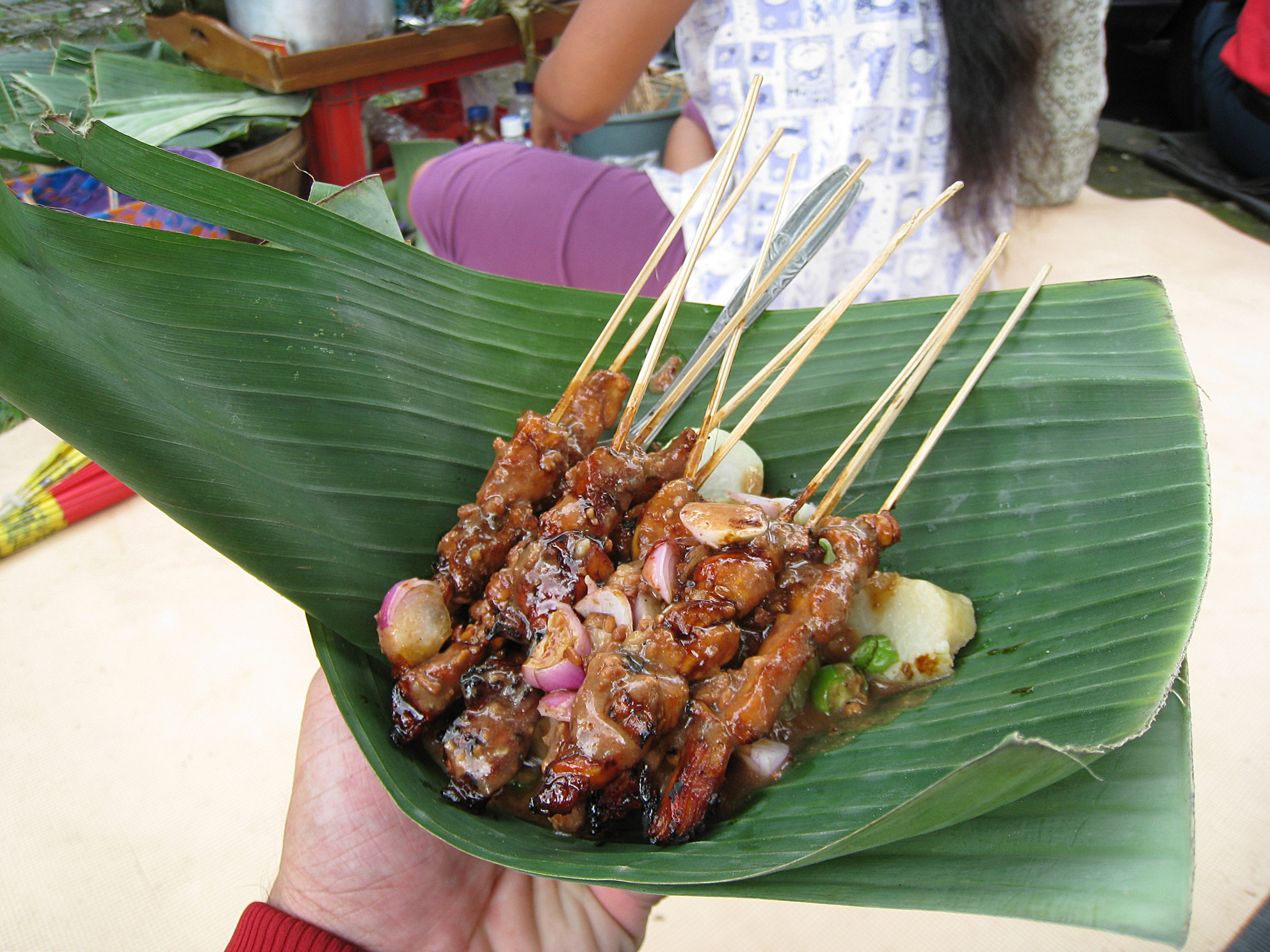
Hähnchenspieße auf einem Bananenblatt serviert.

In Tamil Nadu (Indien) werden die Blätter vollständig getrocknet und als Verpackungsmaterial für Lebensmittel verwendet. Die getrockneten Blätter werden auf Tamil 'Vaazhai-ch-charugu' (வாழைச் சருகு) genannt.

## Traditionelle und religiöse Anwendung
Bananenblätter werden von Hindus und Buddhisten als dekoratives Element für besondere Anlässe, Hochzeiten und Zeremonien in Südindien und Südostasien verwendet. Balinesische Hindus bereiten Bananenblätter als Behälter für Blumenopfer vor, die Canang für die Hyang (Geister oder Gottheiten) und Götter genannt werden. Diese Blumenopfer werden dann an verschiedenen Stellen im Haus platziert.
In Ober-Myanmar wird das Bananenblatt in Handarbeit zur Herstellung eines aufwendigen mehrstufigen Opferwerks verwendet, das als Phetsein Kundaung (ဖက်စိမ်းကွမ်းတောင်) bekannt ist. In Thailand wird das Bananenblatt verwendet, um eine Opferschale namens Krathong herzustellen, ein wichtiges Element während des Loi Krathong-Festes am Vollmondtag des zwölften Mondmonats. Die Feier soll der Mutter des Wassers namens Phra Mae Kong Kha Respekt zollen, indem sie einen Krathong auf einem Gewässer schwimmen lässt. Auch in anderen asiatischen Ländern gibt es ähnliche Feste wie in Myanmar, Laos, Kambodscha, Indien und China. Krathong bedeutet lotusförmiges Gefäß, in dem Blumen mit Räucherstäbchen und einer Kerze in der Mitte platziert sind. Während Loi Krathong tragen die Leute Krathongs zum Fluss. Nachdem sie die Kerzen und drei Räucherstäbchen angezündet und sich etwas gewünscht haben, legen sie ihre Krathongs sanft auf das Wasser und lassen sie von der Strömung wegtreiben. Die Leute glaubten, dass Krathongs ihre Bosheit und ihr Unglück tragen und danach das Glück zu ihnen kommen wird. Um Krathongs herzustellen, werden Bananenblätter verwendet, weil es ein organisches und natürliches Material ist und sich im Wasser leicht zersetzt.

## Anwendung als Schreiboberfläche

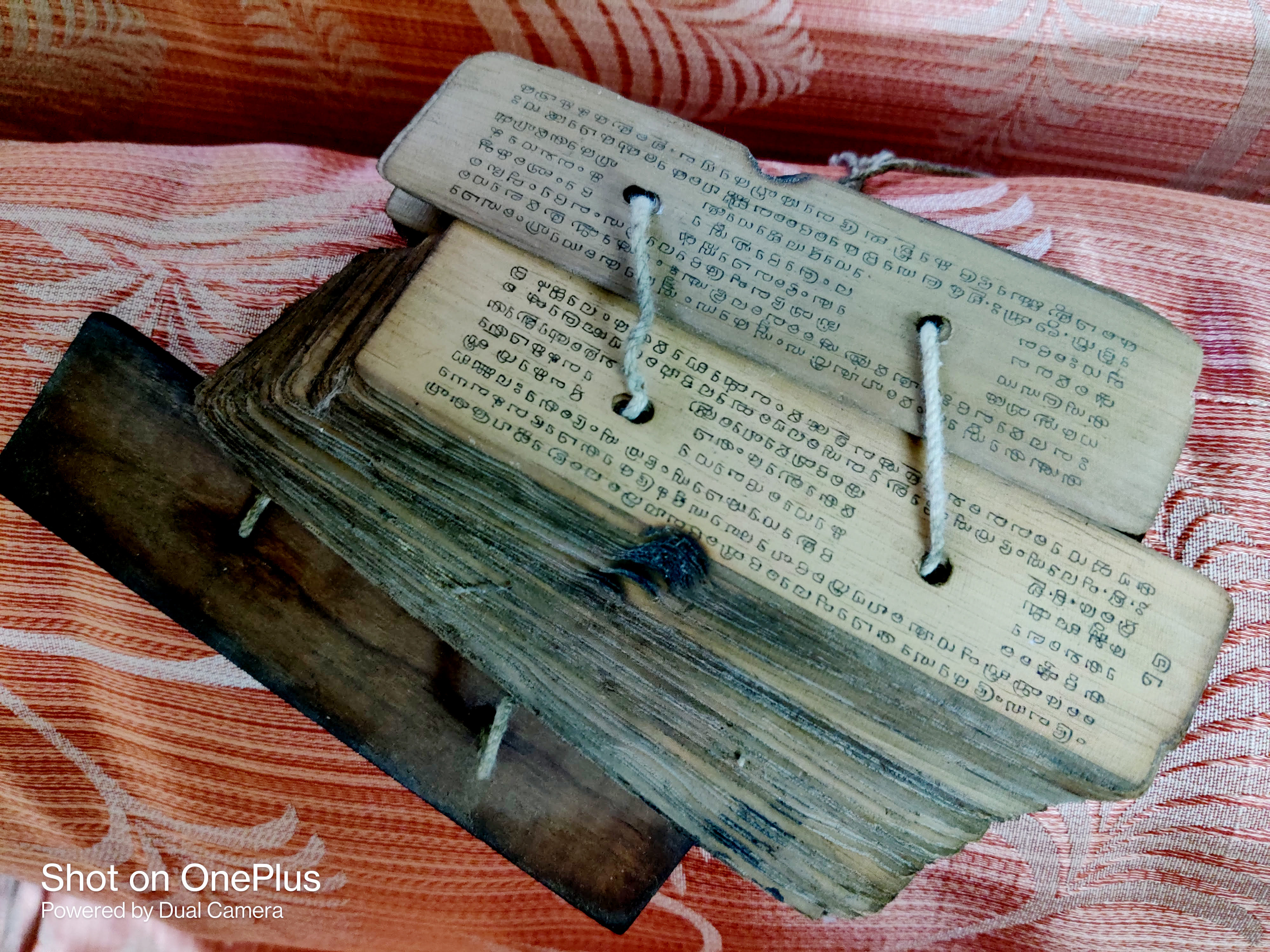
Ähnlich wie Palmblätter, wurden Bananenblätter als Schreiboberfläche verwendet.

Bananen- und Palmblätter waren historisch gesehen in vielen Ländern Süd- und Südostasiens die primäre Schreiboberfläche. Dies hat die Entwicklung ihrer Skripte beeinflusst. Die abgerundeten Buchstaben vieler Schriften Südindiens, Sri Lankas und Südostasiens wie Oriya und Singhalesisch, Burmesisch, Baybayin und Javanesisch sollen zum Beispiel davon beeinflusst worden sein. Scharfe Winkel und das Nachziehen von geraden Linien entlang der Blattader mit einem scharfen Schreibgerät würden das Blatt spalten und die Oberfläche ruinieren, daher waren für den praktischen täglichen Gebrauch abgerundete Buchstaben oder Buchstaben mit geraden Linien nur in vertikaler oder diagonaler Richtung erforderlich.
In solchen Situationen fungieren die Rippen der Blätter als Trennlinien des linierten Papiers, die Textzeilen trennen. Es wird angenommen, dass dies bei der Entwicklung der noch unentzifferten Rongorongo-Schrift der Osterinsel so einflussreich war, dass die später entwickelten aufwendigeren Holztafeln geriffelt wurden, um die Oberfläche eines Bananenblattes zu imitieren.

## Weitere Anwendungen
Die Blätter enthalten Apiin, das zur Herstellung von Nanopartikelprodukten verwendet wird.